# مسار معتمد على كامب
المسار المعتمد على كامپ (بالإنجليزية: cAMP-dependent pathway)‏ ويُعرف كذلك بمسار محلقة الأدينلات هو سلسلة متتالية من التأشيرات التي تحدث بعد تنشيط لجينٍ ناهضٍ لمستقبل مقترن بالبروتين ج، ويُستخدم هذا المسار في الاتصال الخلوي. اكتُشف كامپ من قبل إيرل سوثرلند وتيد رال في منتصف العقد 1950، ويُعتبر كامپ رسولا ثانويا إلى جانب Ca2+. فاز سوثرلند بجائزة نوبل عام 1971 لاكتشافه آلية عمل الإبينفرين في تحلل الغليكوجين الذي يتطلب كامپ كرسول ثانوي.

## الآلية
المستقبلات المقترنة بالبروتين ج (GPCR) هي عائلة كبيرة من البروتينات الغشائية المدمجة التي تستجيب لمجموعة متنوعة من المنبهات خارج الخلوية. يرتبط كل مستقبل مقترن بالبروتين ج بلجين منبه محدد يتسبب في تنشيطه ويتراوح حجم اللجين من جزيئات صغيرة مثل الكاتيكولامينات والليبيدات والنواقل العصبية إلى بروتينات وهرمونات كبيرة. حين يُنشَّط المستقبل المقترن بالبروتين ج بواسطة لجينه خارج الخلوي، يحدث تغير هيئي في بنيته وينتقل هذا التغيير إلى بروتين ج الثلاثي المتغاير المرتبط به المتواجد داخل الخلية. بعد ذلك تقوم الوحدة الفرعية ألفا الخاصة بالبروتين ج المنشَّط باستبدال ثنائي فوسفات الغوانوزين المرتبط بها GDP بجزيئة ATP وتنفصل عن البروتين ج.
في المسار المعتمد على كامپ، ترتبط الوحدة الفرعية ألفا التي انفصلت عن البروتين ج بإنزيم يسمى محلقة الأدينيلات وتتسبب في تنشيطه، بدورها تحفز محلقة الأدينيلات عملية تحويل الـATP إلى كامپ (أحادي فوسفات الأدينوسين الحلقي). يمكن أن تؤدي الزيادات في تركيز كامپ إلى تنشيط مايلي:
- القنوات الأيونية المبوبة بالنوكليوتيد الحلقي [الإنجليزية].[6]
- بروتينات التبديل [الإنجليزية] المنشطة بواسطة كامپ (EPAC) مثل RAPGEF3 [الإنجليزية].[7]
- البروتينات التي تملك نطاق پاپاي [الإنجليزية] (POPDC).[8]
- إنزيم يسمى كيناز البروتين أ (PKA).[9]

يُعرف كيناز البروتين أ كذلك باسم الإنزيم المعتمد على كامپ لكونه لا يُنشَّط سوى بوجود كامپ. يقوم كيناز البروتين أ عندما يُنشط بفسفرة البروتينات التالية:
- الإنزيمات التي تحول الغلايكوجين إلى غلوكوز.
- الإنزيمات التي تعزز تقلص عضلات القلب مما يؤدي إلى زيادة معدل ضربات القلب.
- عوامل النسخ التي تنظم التعبير الجيني.
- مستقبلات أمپا.[11]

يمكن أن تتحقق تخصصية (انتقائية) التأشير بين المستقبل المقترن بالبروتين ج وهدفه النهائي عبر المسار المعتمد على كامپ من خلال تكوين معقد عديد بروتين يشمل المستقبل المقترن بالبروتين ج ومحلقة الأدينيلات و البروتين المؤثِّر [الإنجليزية].